# Teorema de Poincaré-Bendixson
En matemàtiques, el Teorema de Poincaré-Bendixson és una afirmació sobre el comportament a llarg termini de les òrbites dels sistemes dinàmics continus.

## Enunciat
Donat un sistema dinàmic real diferenciable en un subconjunt obert del pla, aleshores tot conjunt ω-límit compacte no buit d'una òrbita que conté un nombre finit de punts fixes, és:
- o bé, un punt crític
- o bé, una òrbita periòdica
- o bé, un conjunt connex compost per un nombre finit de punts fixes amb òrbites homoclines o heteroclines que els connecten.

A més, existeix almenys una òrbita que connecta els diferents punts fixes en la mateixa direcció. No obstant, poden existir infinites òrbites homoclines connectant un mateix punt fix.
Una versió dèbil del teorema va ser enunciada inicialment per Henri Poincaré. El 1901 va ser completat i totalment demostrat per Ivar Bendixson.